# Římskokatolická farnost Majdalena
Římskokatolická farnost Majdalena je zaniklým územním společenstvím římských katolíků v rámci jindřichohradeckého vikariátu Českobudějovické diecéze.

## O farnosti

### Historie
V místě byla mezi lety 1397–1400 postavena kaple, zasvěcená svaté Máří Magdaleně. Při ní existovala poustevna. Rozšířením kaple vznikl v 19. století kostel, při kterém byla roku 1849 zřízena lokální duchovní správa. Ta byla roku 1857 povýšena na samostatnou farnost. Fara byla v 70. letech 20. století adaptována na mateřskou školu. Ke dni 31.12.2019 farnost zanikla.
| Kostel                    | Místo     | Bohoslužba                     | Bohoslužba  | Poznámka     |
| ------------------------- | --------- | ------------------------------ | ----------- | ------------ |
| Kostel sv. Máří Magdaleny | Majdalena | sudá neděle 4. středa v měsíci | 11.00 18.00 | farní kostel |